# 風鈴草鎮區 (伊利諾伊州麥克萊恩縣)
風鈴草鎮區（英語：Bellflower Township）是位於美國伊利諾伊州麥克萊恩縣的一個行政鎮區。

## 地方資料
根據2010年美國人口普查的數據，風鈴草鎮區的面積為126.00平方千米，當中陸地面積為126.00平方千米，而水域面積為0.00平方千米。當地共有人口568人，而人口密度為每平方千米4.51人。